# Böter

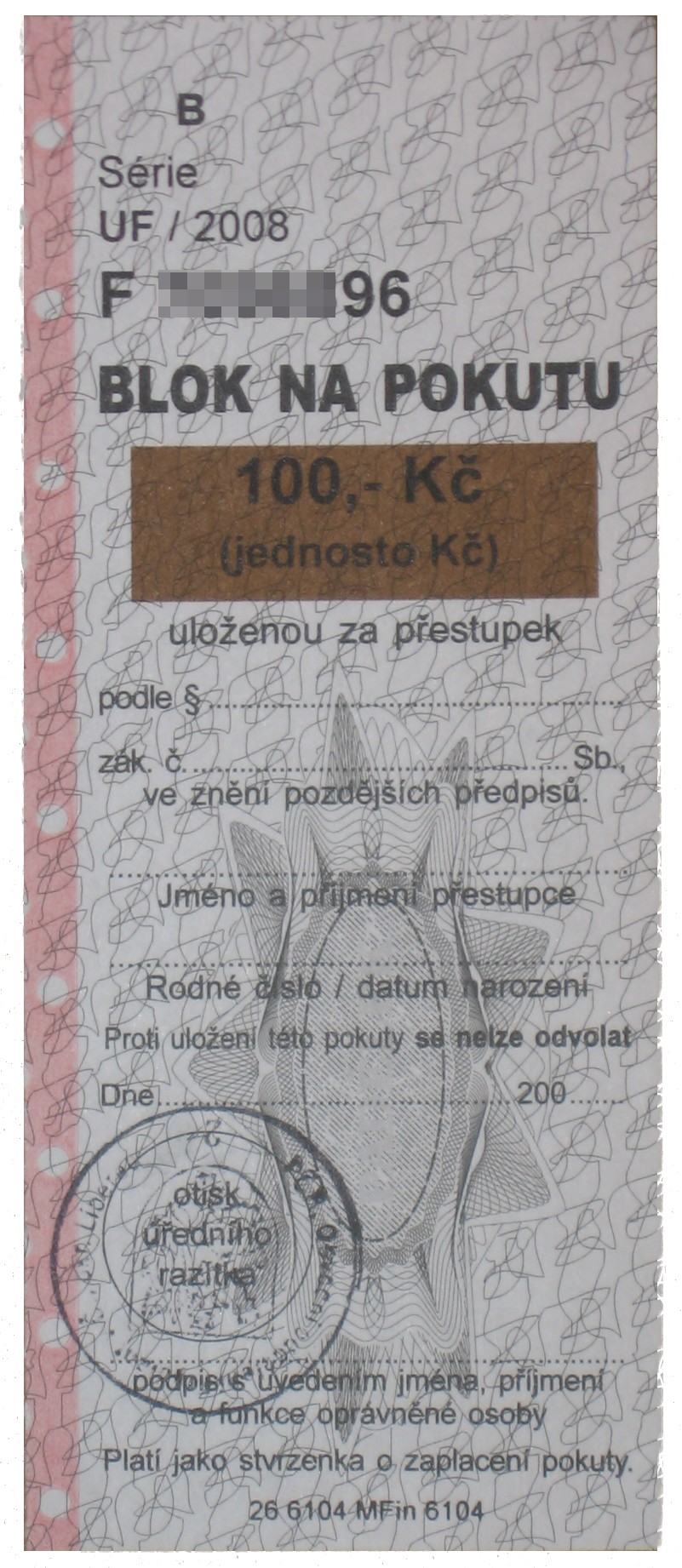
Bot utfärdad av den tjeckiska polisen

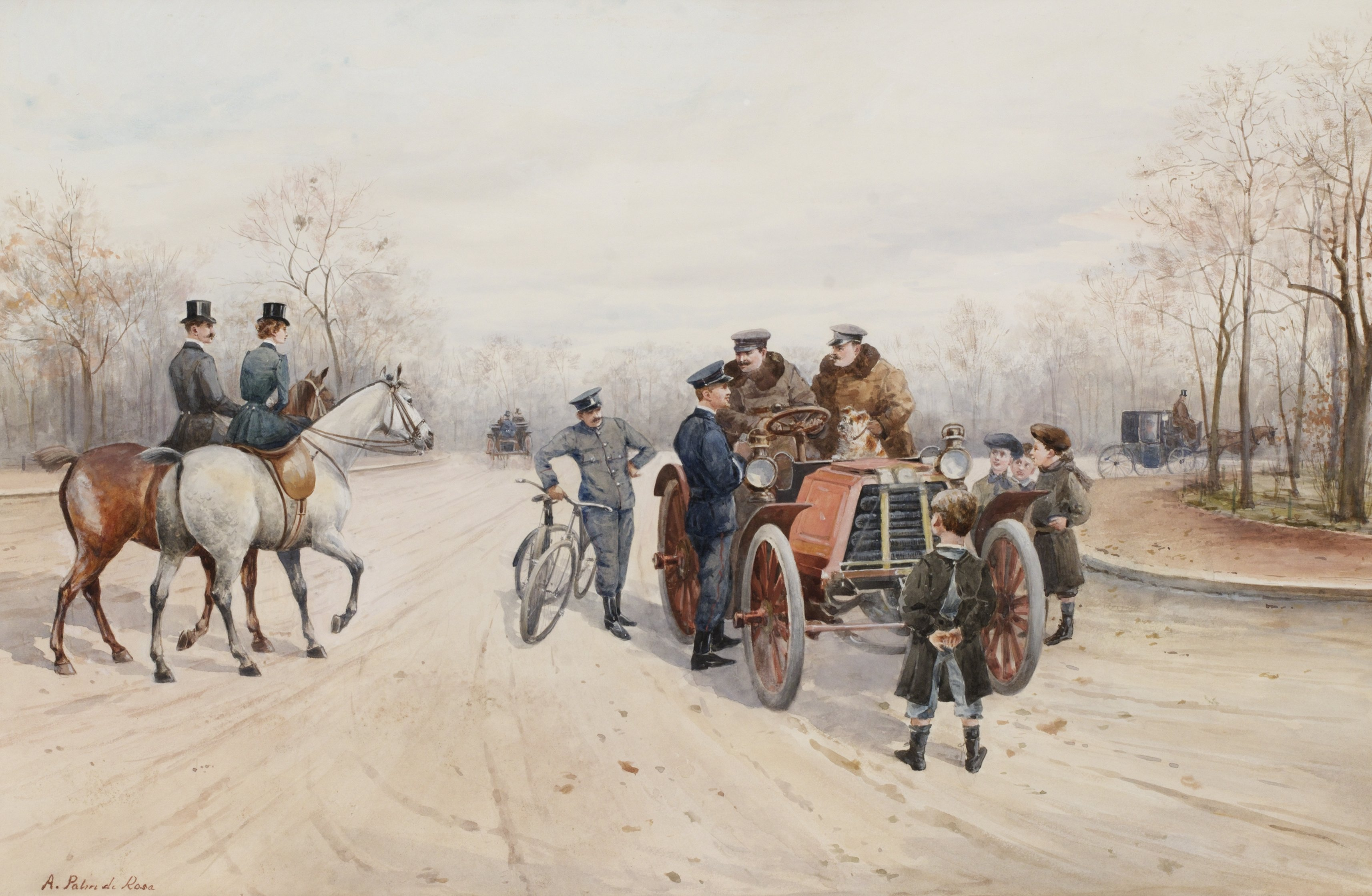
Akvarellmålningen Fortkörningsböter, Bois de Boulogne av Anna Palm de Rosa.

Böter (pluralis av bot) är ett straff som innebär att den dömde skall betala en summa pengar. De vanligaste typerna är penningbot, som är ett fast belopp, och dagsböter, som är proportionellt mot den taxerade inkomsten. Böter utdöms oftast av domstol men polismän kan i vissa länder, däribland Sverige, kräva ut böter för bland annat brott mot Trafikförordningen.
Böter kan i Sverige utfärdas av domstol, Polisen, Tullverket eller Kustbevakningen. Böter ska dömas ut, enligt vad som är föreskrivet för brottet i fråga, i dagsböter, penningböter eller normerade böter. Är viss bötesform inte föreskriven för brottet, döms böter ut i dagsböter eller, om brottet bör föranleda lägre straff än trettio dagsböter, i penningböter. Dagsböter skall bestämmas till ett antal av minst trettio och högst etthundrafemtio. 
Varje dagsbot fastställs till ett visst belopp från och med femtio till och med ettusen kronor, efter vad som bedöms som skäligt med hänsyn till den tilltalades inkomst, förmögenhet, försörjningsskyldighet och ekonomiska förhållanden i övrigt. Om det finns särskilda skäl, får dagsbotens belopp jämkas. Minsta bötesbelopp är sjuhundrafemtio kronor. Penningböter skall bestämmas till lägst tvåhundra kronor och högst fyratusen kronor. Om ett lägre högsta belopp är särskilt föreskrivet, gäller dock detta.
Indrivning av böter sker enligt bötesverkställighetslagen (1979:189). Böterna skrivs oftast ut direkt på plats i form av ordningsbotsföreläggande och godkänns sedan genom att den som fått föreläggandet undertecknar det. Ett godkänt föreläggande gäller som en lagakraftvunnen dom. 
Den som dömts till böter i Sverige får ett inbetalningskort. Böter som inte har kunnat drivas in, ska på talan av åklagare förvandlas till fängelse, om det är uppenbart att den bötfällde av tredska har underlåtit att betala böterna eller om förvandling annars av särskilda skäl är påkallad från allmän synpunkt.
Böter som inte betalas får, om inte annat är föreskrivet, förvandlas till fängelse i lägst fjorton dagar och högst tre månader enligt bestämmelserna i bötesverkställighetslagen. Lagändring är på gång både i Finland och Sverige.[när?]

## Saköre
Saköre (av fornsvenskans saköri, för sak, i betydelsen straff, och öre) var en tidigare benämning på böter, särskilt från dens synpunkt vilken böterna tillföll. Kontrollavgifter och straffavgifter på till exempel bibliotek, parkeringsplatser och i kollektivtrafik benämns ibland ”böter” i dagligt tal men de är inte böter enligt lag.

## Bötesfond
Bötesfond kallas det då ett antal personer tillsammans lägger pengar i en pott för att kunna betala eventuella böter.

## Etymologi
Böter är pluralis av bot, vilket är besläktat med ordet bättre med betydelsen förbättring, gottgörelse. Uttrycket att böta på någonting kan också användas generellt i betydelsen att återställa någonting till det bättre.